# Choros nr. 2
Choros nr. 2 is een compositie van Heitor Villa-Lobos uit 1924. De compositie kwam tot stand vlak nadat de componist was teruggekeerd uit Parijs en dat is hier en daar te horen. Invloeden van met name Claude Debussy en Igor Strawinsky liggen aan de oppervlakte. De muziek lijkt niet gecomponeerd maar geïmproviseerd. De twee benodigde muziekinstrumenten voor dit werk, dwarsfluit en klarinet dwarrelen om elkaar heen in een innige strijd of omhelzing, zonder dat er een basisidee achter lijkt te zitten. De stijl is zowel tonaal als atonaal met onopvallende dissonanten. Die twee muziekinstrumenten koos de componist uit omdat zij naast de gitaar de belangrijkste muziekinstrumenten in de chorosensembles zijn.
De eerste uitvoering vond plaats in het Theatro Sant’Anna te São Paulo op 18 februari 1925.
Villa-Lobos schreef zelf later een versie voor piano, Ivan Scott extraheerde van daar uit weer een versie voor gitaar.

## Discografie
- Uitgave BIS Records, leden van het São Paulo Philharmonisch Orkest
- Uitgave Ricercar, leden van het Orchestre Philharmonique de Liège.
- Uitgave Naxos, Sonia Rubinsky (pianoversie)